# Pierre Clément (historien)
Pour les articles homonymes, voir Pierre Clément.
Jean Pierre Clément, né le 2 juin 1809 à Draguignan (Var) et mort le 8 novembre 1870 à Paris, était un historien, un érudit, un économiste et un bibliothécaire éminent.

## Biographie
Fils d'un marchand drapier de Draguignan, il fait ses études à l'école communale de garçons puis au collège de garçons de cette ville.
Il entre ensuite dans l'administration des postes. Nommé successivement à Toulon, puis à Valence, Grenoble et enfin Lille, il met à profit ses loisirs pour écrire une Histoire de la Flandre.
En 1836, il est affecté à Paris où il est mandaté pour collecter et publier tous les documents laissés par Jean-Baptiste Colbert, ce qui l'occupa une grande partie de sa vie. Son ouvrage majeure est une Histoire de la vie et de l'administration de Colbert parue en 1846, puis rééditée en 2 volumes en 1874 sous le titre Histoire de Colbert et de son administration. Cette œuvre lui valut le Grand Prix Gobert de l’Académie des inscriptions et belles-lettres.
Nommé conservateur de la bibliothèque et des archives du ministère des finances, partisan du libre-échange, il continue à faire paraître plusieurs ouvrages remarqués concernant les XVe et XVIIIe siècles :
- Étude sur Nicolas Fouquet ;
- Jacques Cœur et Charles VII, ou La France au XVe siècle : étude historique, précédée d'une notice sur la valeur relative des anciennes monnaies françaises, et suivie de pièces justificatives et documents la plupart inédits (1853, rééd. en 1866 et 1873) ;
- Histoire du système protecteur en France depuis le ministère de Colbert jusqu'à la révolution de 1848 (1854) ;
- Portraits historiques : Suger, Sully, le président de Novion, le comte de Grignan, le garde des sceaux d'Argenson, Jean Law, Machault d'Arnouville, les frères Paris, l'abbé Terray, le duc de Gaëte, le comte Mollien (1855).

À partir de 1859, il commence la publication de la Correspondance de Colbert en 9 volumes ; cette publication sera étalée sur une dizaine d'années (1859-1869).
Tout en habitant Paris, il n'oublie pas la ville de sa jeunesse, Draguignan, puisqu'il se fait élire conseiller général du canton d'Aups et siégera pendant dix ans au conseil général du Var (1857-1867).
Il est l'un des premiers membres de l'Académie des sciences morales et politiques en 1866.

## Œuvres
- Histoire de la vie et de l'administration de Colbert, contrôleur général des finances ; précédée d'une Étude historique sur Nicolas Fouquet ; suivie de pièces justificatives, lettres et documents inédits, 1846 ; 1874
- Le Gouvernement de Louis XIV, ou la cour, l'administration, les finances et le commerce, de 1683 à 1689 ; études historiques, accompagnées de pièces justificatives, lettres et documents inédits, faisant suite à l'Histoire de la vie et de l'administration de Colbert, 1848
- Jacques Cœur et Charles VII, ou La France au XVe siècle : étude historique, précédée d'une notice sur la valeur relative des anciennes monnaies françaises, et suivie de pièces justificatives et documents la plupart inédits, 1853 ; 1866 ; 1873
- Histoire du système protecteur en France depuis le ministère de Colbert jusqu'à la révolution de 1848 ; suivie de Pièces, mémoires et documents justificatifs, 1854
- Portraits historiques. Suger, Sully, le président de Novion, le comte de Grignan, le garde des sceaux d'Argenson, Jean Law, Machault d'Arnouville, les frères Paris, l'abbé Terray, le duc de Gaëte, le comte Mollien, 1855
- Trois drames historiques. Enguerrand de Marigny, Semblançay, le Chevalier de Rohan, suivis de pièces justificatives et de documents inédits, 1857
- Lettres, instructions et mémoires de Colbert, 6 vol., 1861-1873
- La Police sous Louis XIV, 1866
- Madame de Montespan et Louis XIV, 1868
- Une abbesse de Fontevrault au XVIIe siècle, 1871
- Alfred Lemoine, M. de Silhouette, Bouret, les derniers fermiers généraux, études sur les financiers du XVIIIe siècle, 1872

## Hommages

### Distinctions lors de son vivant
- Membre de l'Institut (Académie des sciences morales et politiques) en 1866 (section V, fauteuil 7),
- Chevalier (1848) puis officier (1866) de la Légion d'honneur.

### Hommages posthumes
- Une rue située au centre-ville de Draguignan, près de la place du marché, honore sa mémoire depuis 1875.

### Sources et bibliographie
- Raymond Boyer, Pierre Gayrard, Régis Fabre, Draguignan, 2000 ans d'histoire, éditions de l'Aube, 2001  (ISBN 2876786176).
- Georges Gayol, « C'était notre Draguignan (1925-1955) », p. 328, 2000  (ISSN 0153-937X)
- Raoul Bérenguier, « Draguignan : ses personnalités, ses rues »
- Draguignan Pierre Clément, une plume féconde pour la Dracénie, article de Var-Matin, édition du 1er février 2009, qui retrace sa vie et évoque la rue éponyme.